# The Witcher IV
The Witcher IV (рус. Ведьмак 4, пол. Wiedźmin 4) — будущая компьютерная игра в жанре action/RPG, разрабатываемая CD Projekt RED. Это будет первая игра новой трилогии серии игр о Ведьмаке.

## Синопсис
Сюжет игры развернётся вокруг ведьмачки по имени Цирилла Фиона Элен Рианнон (Цири), которая после событий третьей части прошла через Испытание Травами, превратившее её в сильного и выносливого воина.

## Разработка
После выхода игры «Ведьмак 3: Дикая Охота» CD Projekt Red планировала завершить сюжетную арку Ведьмака и сосредоточиться на развитии франшизы Cyberpunk 2077.
Несмотря на это, 21 марта 2022 года CD Projekt RED объявила в Twitter (X) о том, что новая игра серии находится в разработке. Был опубликован постер с подписью «A new saga begins», означающей начало новой серии. Кодовое название проекта — The Witcher: Project Polaris.
В мае 2022 года концептуальная фаза разработки была завершена, и игра перешла на этап предварительного продакшна.
В октябре 2022 года студия анонсировала несколько новых проектов, подтвердив, что новая игра серии положит начало новой трилогии о Ведьмаке.
В конце ноября 2024 года разработка окончательно перешла в стадию полномасштабного производства.
13 декабря 2024 года на The Game Awards 2024 состоялся официальный анонс игры, был показан тизер-трейлер, раскрывший, что главным протагонистом игры станет Цири. Тогда же было объявлено о том, что игра будет называться The Witcher IV, несмотря на опровержение этой информации студией. Кроме того, вместо британской актрисы Джо Уайатт роль будет озвучивать Сиара Беркли из Ирландии. Руководитель Себастьян Калемба и нарративный директор Филипп Вебер ответили на вопрос по поводу выбора Цири в качестве главной героини тем, что в произведениях она названа ведьмачкой и автором, и Геральтом. Есть много обоснованных опасений, но разработчики следуют канону книг Анджея Сапковского и трёх предыдущих игр «Ведьмак». Сам Геральт появится в четвёртой части, однако на декабрь 2024 года не было гарантии, что он станет играбельным персонажем. Актёр озвучивания Даг Кокл поддержал CD Projekt RED, положительно отнёсся к Цири на первом плане, отрицал воук-пропаганду и рекомендовал всем недовольным читать книги. Производственный менеджер Ян Херманович призвал игроков отказаться от поспешных выводов насчёт Цири до релиза, пока они не будут готовы полностью принять её характер и историю. Разработчики сделали свой выбор много лет назад и не намерены отступать, независимо от того, удастся убедить людей ознакомиться с фэнтезийной серией Сапковского или нет.
Поскольку компания решила отказаться от использования собственного движка RED Engine, разработка ведётся на Unreal Engine 5. По состоянию на декабрь 2024 года над проектом работают 400 человек. Финансовый директор Пётр Нелюбович отказался называть точную дату выпуска игры, но объявил инвесторам, что это не произойдёт до 31 декабря 2026 года. В середине апреля 2025 года CD Projekt RED предупредила игроков, что полученные приглашения на бета-тест являются мошенничеством. В заявлении подчёркивалось, что информация о планируемых мероприятиях публикуется на официальных ресурсах студии.
3 июня 2025 года CD Projekt RED представила кинематографический трейлер, а также продемонстрировала первый игровой процесс на стандартной PlayStation 5. Адам Бадовски, один из директоров компании, сообщил, что влияние на разработку оказали Baldur’s Gate 3 и Kingdom Come: Deliverance II. Игра создаётся прежде всего для консолей, чтобы не допустить повторения проблем с релизом Cyberpunk 2077. Студия рассчитывает добиться воспроизведения с частотой 60 кадров в секунду, но сотрудники признали, что оптимизация на Xbox Series S станет «испытанием». Также планируется использовать максимум возможностей версии на Windows и расширить рейтрейсинг. Филипп Вебер рассказал, что создатели извлекли уроки не только из «Ведьмака 3», где выбор и последствия — один из стандартов, но также из Cyberpunk 2077, включая развитие таких персонажей, как Джуди, Панам, Ривер и Такэмура, чтобы они ощущались по-настоящему. Основное правило — квест должен быть интересным, и никаких типовых заданий принести предметы. Нарративный директор подтвердил, что ему известны онлайн-дискуссии, где задаётся вопрос: «„Ведьмак 3“ был одной из лучших игр в истории, как они собираются её превзойти?». Он разделяет эту обеспокоенность, однако смог пересмотреть взгляды и не подходит к играм математически. По его словам, признание, которое получила третья часть, для многих субъективно, это означает, что попытка догнать или стать лучше не представляется возможной. Отдать должное наследию «Ведьмака 3» означает сохранить философию разработки: как создавать, «как по-настоящему заботиться об определённых вещах, как рассказывать истории». В то же время следующая работа должна ощущаться как настоящее продолжение, а не просто переделывание того, что было выпущено ранее.